# Мигаево
Мигаево (укр. Мигаєве) — посёлок, относится к Великомихайловскому району Одесской области Украины.
Население по переписи 2001 года составляло 260 человек. Почтовый индекс — 67152. Телефонный код — 8-04859. Занимает площадь 0,38 км². Код КОАТУУ — 5121682603.

## Местный совет
67151, Одесская обл., Великомихайловский р-н, с. Мигаи, ул. Ленина, 5

## История
Еврейская земледельческая колония Фрайлянд была включена в черту села Мигаево.

## Транспорт
До Мигаево можно добраться электропоездами, как утренними так и вечерними. В Мигаево ездять такие электропоезда: Одесса — Мигаево, Одесса — Вапнярка, Одесса — Балта, Раздельная — Ротово. Вечером ездят пассажирские поезда.